# Station Penmere
Penmere is een spoorwegstation van National Rail in Falmouth, Carrick in Engeland. Het station is eigendom van Network Rail en wordt beheerd door Great Western Railway. 